# José Trinidad Cabañas
José Trinidad Francisco Cabañas Fiallos (Tegucigalpa, Honduras; 9 de junio de 1805 - Comayagua, Honduras; 8 de enero de 1871) fue un militar con el grado de General de División y político hondureño, electo como Presidente constitucional del Estado de Honduras en el periodo de 1852 a 1855. Fue un defensor de las ideas unionistas de Centroamérica.
Durante su segundo mandato como presidente, Cabañas intentó construir el ferrocarril en Honduras. Fue apoyado por el pueblo centroamericano común, pero sus creencias liberales no fueron aceptadas por los conservadores, que entonces detentaban el poder. Fue conocido popularmente como "El caballero sin mancha y sin miedo".
Es considerado prócer y una de las personas más honradas de la historia de Honduras. Durante su periodo de presidente sostuvo que:

"No se trata de fundar la República de algunos, si no la República de todos"

En su estatua erigida en el Parque La Merced, en Tegucigalpa, puede leerse:

"Al heroico soldado de la unión centroamericana. Al guerrero modelo de constancia, de honradez y de valor. Al hombre que todo Honduras admira y seguirá admirando siempre"

## Biografía
El 9 de junio de 1805, nació José Trinidad Cabañas en Tegucigalpa. Era hijo de José María Cabañas Rivera y Juana María Fiallos. Fue bautizado por el padre Juan Francisco Márquez Castejón el mismo día de su nacimiento. Su fe de bautismo se encuentra en el folio 98 del Registro Eclesiástico de la Iglesia Parroquial de San Miguel de Tegucigalpa y lo registra como español.
En el Colegio Tridentino de Comayagua, realizó estudios de gramática latina, teología y filosofía.

### Vida militar

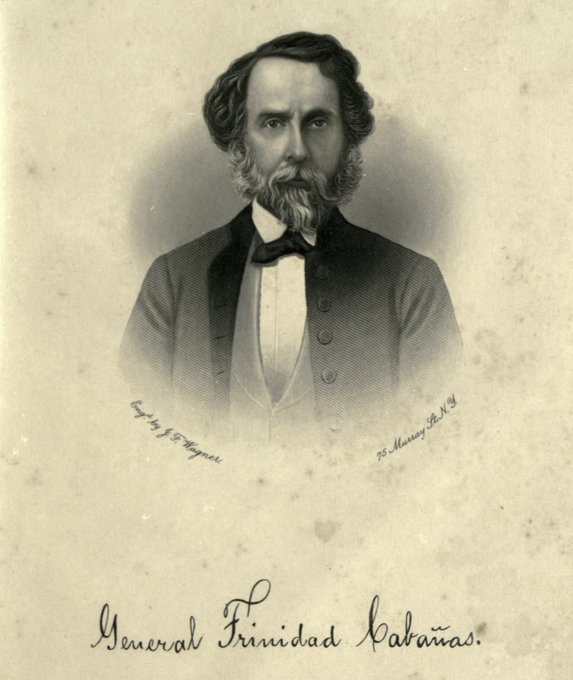
General José Trinidad Cabañas.

En 1827, cuando las fuerzas de José Milla invadieron y sitiaron Comayagua, y derrocaron al gobierno de Dionisio de Herrera Cabañas, con 22 o 23 años de edad, prestó su cooperación en defensa del gobierno; su padre se presentó ante Dionisio Herrera con sus tres hijos y dijo: 

"Señor, el peso de mis años no me permite acompañarlos al campo de batalla pero aquí tenéis a mis tres hijos que pueden lo que yo debiera hacer, dispuestos a derramar su sangre al pie de la bandera que defendéis."

En 1827 (noviembre 11),fue la primera experiencia militar de Cabañas en la Batalla de La Trinidad.
Fue así como ingresó al ejército de la República Federal de Centroamérica, donde fue lugarteniente del General Francisco Morazán y llegó a ser general del Ejército federal, ganando liderazgo político y militar, lo que le valió ser Diputado de la Asamblea Constituyente de 1830. Participó además en las batallas de San Salvador y Las Charcas, y destacó en la Batalla del Espíritu Santo y en la Batalla de San Pedro Perulapán —llevada a cabo en territorio salvadoreño—, ocurridas el 6 de abril y el 25 de septiembre de 1839 respectivamente. El 13 de noviembre de este mismo año, venció a las fuerzas del general José Francisco Zelaya y Ayes, en la Batalla en el Sitio de la Soledad, a inmediaciones de Tegucigalpa, y luego fue derrotado por el mismo general el 31 de enero de 1840 en Los Llanos del Potrero. Tras la derrota liberal de 1840, Cabañas y el general Francisco Morazán se retiraron de Guatemala y se exiliaron en Panamá. Luego Cabañas viajó a Costa Rica.
Cabañas estableció una leal amistad con el General Francisco Morazán, a quien, como dice el General Luis Maldonado, le decía "Mi amado general" en su correspondencia. Tras la muerte de este, en Costa Rica el 15 de septiembre de 1842, el General Cabañas expresó su descontento:

"No es posible. A nosotros nos pueden fusilar, pero al general Morazán no... ese sería un crimen hacia Centroamérica..."

Cabañas regresó a El Salvador, donde vivió por varios años y colaboró con el gobierno de los presidentes salvadoreños Eugenio Aguilar y Doroteo Vasconcelos. Fue ministro de Guerra en diciembre de 1850 y fue vencido en la Batalla de la Arada, el 2 de febrero de 1851.
Durante su presidencia de la República (1852-1855), Cabañas realizó grandes obras, incluyendo la proyección del ferrocarril en Honduras, siendo el primer centroamericano en promover tal iniciativa.

### Presidencia del Estado
Mientras Trinidad Cabañas residía en la ciudad de San Miguel, fue comunicado por una Comisión de Senadores formada por Francisco López, Vicente Vaquero y León Alvarado, de los resultados de las elecciones celebradas en Honduras a finales de 1851, en las que él había sido elegido como Presidente de Honduras. La Asamblea Legislativa de Honduras le envió el Decreto de Elección como Presidente Constitucional de Honduras, prestó la promesa de Ley y tomó posesión del cargo el 1 de marzo de 1852.

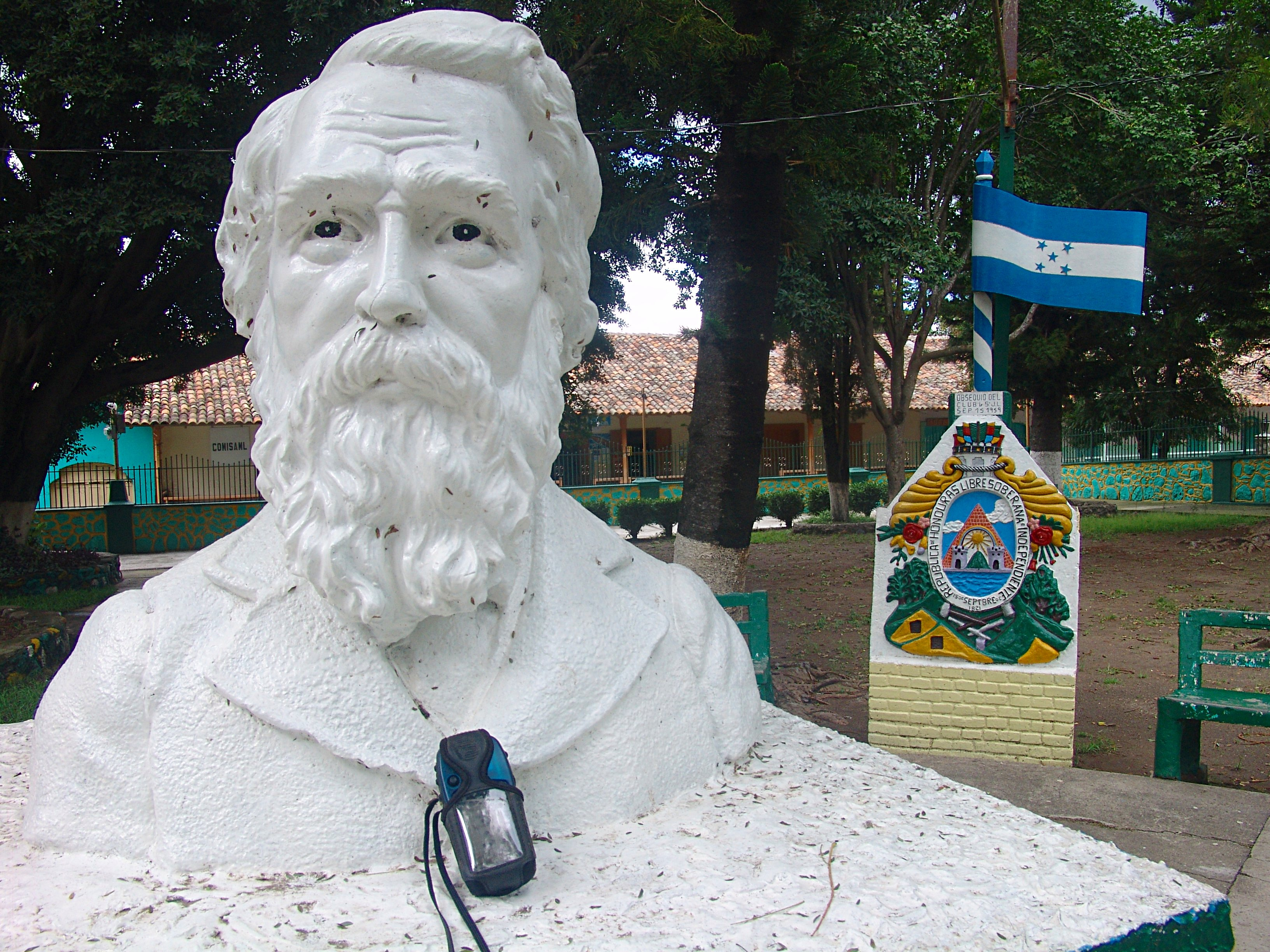
Busto de Trinidad Cabañas.

Durante su período, con José Santiago Bueso Soto como Vicepresidente, Cabañas realizó importantes obras para fomentar la instrucción pública, la agricultura y la minería, así como esfuerzos significativos para mejorar el cultivo del café y la instrucción pública. Fue el primer impulsor del ferrocarril, el café y la artesanía de junco. Era un presidente educador, que impuso impuestos a la exportación de ganado y madera para establecer las primeras 50 escuelas públicas pagadas por el erario nacional.
Con el objetivo de restablecer la Federación Centroamericana, Cabañas fue nombrado como Vicejefe de Estado por la Asamblea Constituyente de Centroamérica, reunida en Tegucigalpa el 13 de octubre de 1852. Sin embargo Cabañas rechazó dicho cargo y manifestó: «No estoy preparado para tan alto cargo, soy un soldado, no tengo conocimientos de la administración pública», por lo que el vicepresidente Pedro Molina asumió las tareas de celebrar asambleas en El Salvador y Nicaragua.
El 23 de junio de 1853 firmó la primera contrata para la Construcción del Ferrocarril Interoceánico de Honduras, para comunicar Omoa con Amapala, proyecto que se venía gestando desde 1590 pero que había sido engavetado por el Consejo de Indias y realizado en Panamá. Como dicha idea requería de empréstitos de la banca extranjera, Cabañas vio esta opción como un peligro a la enajenación y perdida de la soberanía nacional, por lo que desistió y el proyecto fue llevado a cabo en el gobierno de José María Medina.

### Guerra con Guatemala

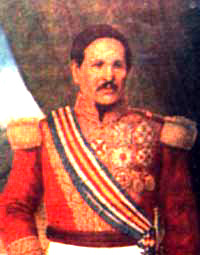
Rafael Carrera y Turcios

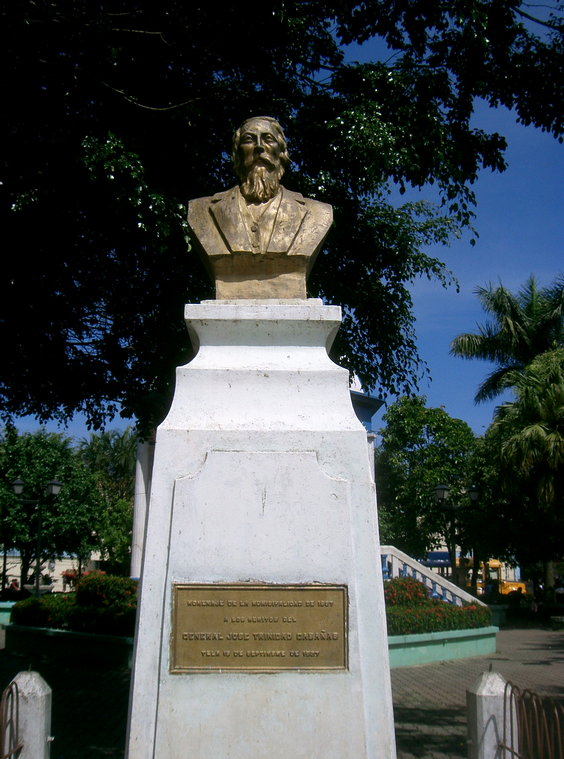
Estatua en honor de José Trinidad Cabañas. Localizada en la ciudad de Tela, departamento de Atlántida.

En 1853, Cabañas nombró a José Francisco Barrundia, Ministro Plenipotenciario en Washington D. C.. Durante este año, fueron constantes los hostigamientos del Presidente guatemalteco, el General Rafael Carrera hacia el general Cabañas. Por ello, Cabañas cedió la presidencia provisionalmente al General José Francisco Gómez y Argüelles desde el 9 de mayo al 31 de diciembre de 1853, para conducir en forma personal la campaña militar contra Guatemala, e instaló en la ciudad de Gracias su cuartel general. A finales del mes de agosto de ese año, fuerzas invasoras al mando del Coronel guatemalteco José Víctor Zavala tomaron fácilmente la Fortaleza de San Fernando en Omoa, debido a la infidencia del Capitán José María Medina, apostado en esa zona. Cabañas envió apresuradamente fuerzas gubernamentales para recobrar este fuerte.
Volvió a la presidencia el 1 de enero de 1854 y se enfrentó a condiciones políticas difíciles. En julio de ese mismo año envió una columna militar hacia Nicaragua bajo la jefatura del General José Francisco Gómez y Argüelles, quien murió atacado por el cólera el 25 de julio de 1854. Debido a los intentos de Cabañas de restablecer la Federación Centroamericana y a sus conflictos con el gobierno conservador de Rafael Carrera, este declaró que su objetivo en Honduras era derrocar al General José Trinidad Cabañas, lo cual logró apoyando a los conservadores hondureños, quienes encabezados por el General Juan López, invadieron el país y derrotaron a Cabañas en la batalla de Masaguara, en los llanos de Santa Rosa y Gracias el 6 de octubre de 1855, obligándolo a renunciar a la presidencia y a refugiarse en El Salvador. El general Juan López llamó al Vicepresidente José Santiago Bueso Soto a desempeñar la titularidad del Ejecutivo el 18 de octubre del mismo año.
Inmediatamente después de llegar a El Salvador, Cabañas viajó a Nicaragua a solicitar apoyo para recuperar la presidencia de Honduras al presidente nicaragüense Patricio Rivas, quien no se lo brindó por supuestas influencias del venturero William Walker. Así que regresó a El Salvador, donde vivió muchos años y en su estadía sirvió como ministro y gobernador civil y militar de San Miguel en el gobierno de su amigo Gerardo Barrios (1858-1863). Llegó a San Salvador en el 30 de septiembre de 1862 a las 4:30 p. m.

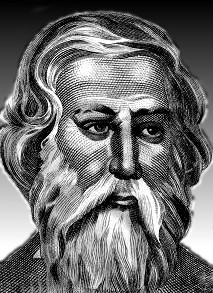
Rostro de Cabañas, como aparece en el billete de 10 lempiras.

### Últimos años
Durante los últimos años de su vida, el General Cabañas se retiró de la política y pudo regresar a Honduras en 1867 y establecerse en Comayagua. En Honduras, inició una campaña contra la presencia de William Walker en Centroamérica, luego fue nombrado por la administración del Presidente José María Medina como Intendente de la Aduana de Trujillo. Fueron sus médicos de cabecera Pedro de La Rocha junto a los doctores Jesús Bendaña y Manuel Fernández mientras en el mes de diciembre de 1870 se encontraba mal de salud. Cabañas falleció el 8 de enero de 1871, a la edad de 65 años.

### Después de su muerte
El gobierno de Honduras le otorgó el título de "Soldado de la Patria" y la Asamblea Constituyente de la República de El Salvador el 10 de febrero de 1873,  emitió el decreto legislativo que formó y nombró el departamento de Cabañas en su honor. 
Durante 1890 en la República de Guatemala, el entonces municipio de San Sebastián Chimalapa solicitó su cambio de nombre a  Cabañas, en su honor, siendo este aprobado con el Acuerdo Gubernativo emitido el 7 de abril de 1890, emitido por el gobierno del general Manuel Lisandro Barillas y quedando integrado en la jurisdicción del departamento de  Zacapa.
Sus restos descansan en la Iglesia de San Sebastián de Comayagua.

## Familia
Del General Cabañas y su primera pareja María Francisca Cerrato, se conoce que tuvo seis hijos "naturales", es decir sin estar casados, María Asunción Benita Cerrato, María Asunción Trinidad Cerrato, Pio Cerrato, Ubalda Cerrato quien nació el día 16 de mayo de 1838, Leandra Josefa Cerrato y José Santiago Cerrato. En estos años al no estar casados, el apellido del padre no podía ser dado a los hijos.
Su segunda pareja y esposa Petronila Barrios, solo se conoce como hija a Rafaela Cabañas Barrios, quien fue casada con Manuel Antonio Ugarte y quien fallecería a temprana edad (28 años) un 3 de septiembre de 1866. También Julia Cabañas de quien se carece de información sobre su vida personal.